# 馬里烏波爾劇院廢墟演唱喀秋莎事件
當地時間2023年9月3日，中国歌手王芳在馬里烏波爾圍城戰期間被夷為廢墟的頓內次克州學院戲劇院阳台上演唱苏联歌曲《喀秋莎》，并在随后接受俄罗斯媒体訪問时以「納粹」稱呼烏克蘭军队、聲稱是烏軍炸毀劇院。录像在社交媒体上广泛传播，引起烏克蘭舉國震怒。
当月，一群來自中華人民共和國的博主在俄羅斯入侵烏克蘭期間，應俄羅斯官媒《Ukraina.ru》之邀到訪被俄罗斯占领的頓涅茨克及克里米亞，宣傳俄羅斯對這些佔領地區的統治和發展。其一行人前往頓涅茨克州城市馬里烏波爾，随后事件发生。
烏克蘭外交部發言人奥萊赫·尼科倫科譴責中國博主一行人是「道德淪喪的典型」，要求中方對中國公民在馬里烏波爾的停留以及唱歌行為做出解釋，並啟動涉及事件的中國博主不得入境烏克蘭之制裁禁令。而在中國國內，外交部對此事沒有正面回答，表示對俄烏局勢的政策沒有改變，部分親政府人士也對此行徑持負面態度。

## 背景
2022年3月16日，俄軍在馬里烏波爾圍城戰中空襲用作防空洞，以庇護大量平民的頓內次克州學院戲劇院，造成重大傷亡。俄羅斯國防部聲稱俄軍沒有在該市範圍內進行空襲，並指責亞速營「劫持」平民並炸毀劇院的上層。俄羅斯當局的說法被多項獨立調查駁斥。歐洲安全與合作組織和國際特赦組織均將此次襲擊列為俄羅斯入侵烏克蘭的戰爭罪行之一:48。
事件中的演唱者王芳是以唱紅歌知名的民族唱法歌手，其在2014年央視春晚以演唱一曲紅歌而走紅，被稱為「紅歌天使」。其丈夫周小平是全國政協委員，為網路評論員，常於微博發表民族主義和親政府言論，因曾與中共中央總書記習近平會面並被其點名而受到關注。

## 過程
俄羅斯官方媒体《今日俄羅斯》旗下線上報紙《Ukraina.ru》邀請中華人民共和國「媒體和文化領域的代表」訪問俄羅斯莫斯科以及被其佔領的烏克蘭領土。該訪問團自稱「華夏代表團」，成員包括傳媒公司四月網董事長饒謹、博主徐吉軍（根據不同的來源，形容他擁粉絲數量百萬或關注度有限也有）、軍事專家兼電視評論員洪源、周小平、歌手王芳等人。原本中國人民大學國際關係學院教授、國際事務研究所所長王義桅也隨團訪問俄羅斯，最後未能成行。
該訪問團於2023年9月3日到達俄羅斯，根據參與該訪問的博主聲稱，訪問的目的是為了旅遊。他們須向中國的訂閱者表明，儘管俄羅斯正在與烏克蘭發生戰爭，但前往俄羅斯旅行是安全的。而王芳則稱訪問被佔烏克蘭領土是為了紀念「頓巴斯的解放」，她還聲稱看到「烏軍如何殘害頓巴斯平民」時，她無法袖手旁觀，總想親自來到頓巴斯，為當地居民提供一些幫助。
其後訪問團部份成員到達俄佔頓涅茨克馬里波烏爾，並參觀在俄軍轟炸下夷為廢墟的頓內次克州學院戲劇院。根據社交媒體流傳的片段顯示，王芳走上劇院的陽台，雙手平舉並演唱蘇聯紅歌《喀秋莎》。事後訪問團獲頓涅茨克人民共和國首腦傑尼斯·普希林接見，普希林將演唱影片發佈到個人Telegram頻道上，稱讚王芳的歌聲「非常感人」，並表示劇院「正在由聖彼得堡修復」。該影片在社交媒體上達到數百萬次的播放量。
《寒冬》報導指，《喀秋莎》流行於第二次世界大戰期間，王芳在被佔領的烏克蘭領土演唱這首歌明顯暗示俄羅斯聲稱正在與烏克蘭「納粹」作戰，就像蘇聯曾經與希特勒作戰一樣。
9月7日，訪問團前往俄佔克里米亞及塞瓦斯托波爾參觀當地名勝，並會見克里米亞共和國首腦謝爾蓋·阿克肖諾夫。阿克肖諾夫在個人Telegram稱與訪問團談及未來該地區準備與中華人民共和國合作、交流經驗、發展旅遊業以及信息領域的伙伴關係。訪問團其後邀請阿克肖諾夫訪問中國，阿克肖諾夫表示一定會考慮。

## 反应及後續

### 烏克蘭
王芳在發生重大平民傷亡的馬里烏波爾劇院廢墟演唱《喀秋莎》之影片及其抹黑烏軍言論流傳到烏克蘭，引起烏克蘭舉國震怒。
9月8日，烏克蘭外交部發言人奥萊赫·尼科倫科嚴詞譴責中國博主一行人是「道德淪喪的典型」，指責所謂「訪問團」非法偷渡烏克蘭領土，要求中方對中國公民在馬里烏波爾的停留以及唱歌行為做出解釋，並啟動涉及事件的中國博主不得入境烏克蘭之制裁禁令。
馬里烏波爾市長瓦季姆·博伊琴科發表聲明，稱劇院廢墟是「悲劇的象徵，是俄羅斯戰爭罪行的象徵」而不是來表演的地方，他稱平民包括兒童在那兒遇難，「把劇院變成旅遊景點，在死者屍骨上唱歌，這是令人難以置信的嘲諷，是對緬懷遇難平民的不敬。」
馬里烏波爾市長顧問佩特羅·安德魯先科在個人Telegram上寫道：「我希望馬里烏波爾慘死於俄軍的600個冤魂能夠纏上她（王芳），終身死纏爛打，教她惶惶不可終日。」
而此事件也對烏克蘭的華人造成困擾並感到羞恥、沒臉見當地人，指責王芳一首歌令當地華人的努力付諸流水。有華人憤慨稱「她就是妖魔，她的行為相當於在南京大屠殺紀念碑前演唱日本軍歌。」

### 中華人民共和国
9月8日，「華夏代表團」在烏克蘭外交部發言人表達譴責後，發表一份集體聲明：「中國公民的行為不需要向烏克蘭當局作出解釋。此次行程的組織者《Ukraina.ru》認為前往克里米亞的陸路是最安全的路線，特別是在烏克蘭對克里米亞大橋發動多次恐怖襲擊後，我們很高興可以告訴我們的讀者一路上看到了很多有趣且有啟發性的事情。」
而王芳的行徑陸續受到中國國內輿論批評，香港報章《香港01》以「低級紅」形容王芳的行為。周小平在9月8日在微博轉發俄羅斯衛星通訊社发布的王芳演唱《喀秋莎》的影片，稱其妻為「戰地玫瑰」，表示支持王芳「英勇無畏的行為」，并辱骂提出抗议的乌克兰外交部。而親政府人物、前《環球時報》總編胡錫進表示不贊成王芳這樣做，事件「應定義為是他們個人的行為，與國家無關」。在随后的几天中，周小平与胡锡进展开骂战。随后，周小平发表的和事件相关的微博被删除，王芳的微博则被禁言。
9月11日的中国外交部记者会上，彭博社的记者针对此事件提问：“乌克兰外交部谴责一名中国女歌手在马里乌波尔剧院唱歌，称之为彻底的道德沦丧，称其访问俄罗斯占领区是非法行为。外交部对乌方这一声明有何回应，中方对本国公民访问乌克兰的俄罗斯占领区持何观点？”外交部发言人毛宁回应称：「在乌克兰的问题上，中国的立场是一贯和明确的，我们希望各方致力于政治解决危机，共同推动局势缓和。”这段问答未被载入当天外交部网站发布的问答记录中，仅在视频录像中可见。
同日，王芳參與由俄羅斯媒體組織的新聞發佈會，稱「我不僅是一名歌手，我也是一名母親，我有兩個孩子，我希望還有更多的孩子。因此，當我在媒體報導中看到烏克蘭納粹殺害頓巴斯兒童的報導時，這讓我內心掀起一陣憤怒的風暴。」她認為「馬里烏波爾發生的一切都表明納粹已經捲土重來」。她解說《喀秋莎》一曲是莫斯科紅場閱兵上的「反法西斯十大歌曲」，至今在中國廣為流傳，並激勵著中國人民，而中國人民解放軍也演唱這首歌。王芳宣稱頓巴斯是俄羅斯領土，亦提及中國法律，故認為此行程是合法的，卻矛盾地稱那兒是烏克蘭：「至於我進入烏克蘭是否合法的問題，當然是合法的。參見中國相關法律：『公民到別國旅行後，有義務遵守別國的法律、法規。而中國不干涉他國內政。』因此，只要我持有俄羅斯聯邦的簽證和邀請函，我就有合法權利前往俄羅斯法律允許我訪問的任何地方，無論其身份如何。」然而中華人民共和國至今仍然承認頓巴斯為烏克蘭領土。
中國女高音歌唱家方穎因被誤認為是王芳，收到大量種族主義和暴力的信息。